# Michael Thompson
Michael Jovan Thompson (nacido el 9 de febrero de 1989 en Chicago, Illinois) es un jugador de baloncesto estadounidense que pertenece a la plantilla del B.C. Astana de la VTB League. Con 1,77 metros de altura juega en la posición de base.

## Trayectoria

### Instituto
Se formó en el Lincoln Park High School de su ciudad natal, Chicago, Illinois.

### Universidad
Tras graduarse en 2007, asistió a la Universidad de Northwestern, situada en Evanston, Illinois, donde cumplió su periplo universitario de cuatro años (2007-2011).

### Profesional
[actualizar]